# Albonectria rigidiuscula
Albonectria rigidiuscula (Berk. & Broome) Rossman & Samuels – gatunek grzybów z rodziny gruzełkowatych (Nectriaceae).

## Systematyka i nazewnictwo
Pozycja w klasyfikacji według Index Fungorum: Albonectria, Hypocreales, Hypocreomycetidae, Sordariomycetes, Pezizomycotina, Ascomycota, Fungi.
Po raz pierwszy gatunek ten opisali Miles Joseph Berkeley i Christopher Edmund Broome w 1873 r. nadając mu nazwę Nectria rigidiscula. W 1999 r. J. Rossman i G.J. Samuels przenieśli go do nowo utworzonego rodzaju Albonectria Rossman & Samuels. Jest jedynym gatunkiem tego rodzaju.
Ma 12 synonimów. Niektóre z nich:
- Calonectria tetraspora (Seaver) Sacc. & Trotter 1913
- Fusarium decemcellulare Brick 1908
- Fusarium rigidiusculum W.C. Snyder & H.N. Hansen 1945
- Nectria rigidiuscula Berk. & Broome 1873

## Charakterystyka
Grzyb mikroskopijny. Znana jest tylko forma bezpłciowa (anamorfa), która jest grzybem pasożytniczym, patogenem roślin. Powoduje więdnięcie kwiatostanów i martwicę naczyń w uprawach drzew owocowych, takich jak mango (Mangifera), longan (Dimocarpus longan) i jagodzian rambutan (Nephelium lappaceum) i innych. Występuje również w Polsce. W. Mułenko i inni wymieniają ten gatunek pod nazwą Fusarium decemcellulare. W Polsce zidentyfikowany został na kukurydzy (Zea mays).